# Resolutie 1616 Veiligheidsraad Verenigde Naties
Resolutie 1616 van de Veiligheidsraad van de Verenigde Naties werd unaniem door de
VN-Veiligheidsraad aangenomen op 29 juli 2005 en verlengde het wapenembargo tegen alle gewapende groepen in de Democratische Republiek Congo met een jaar.

## Achtergrond
In 1994 braken in de Democratische Republiek Congo etnische onlusten uit die onder meer werden veroorzaakt door de vluchtelingenstroom uit de buurlanden Rwanda en Burundi. In 1997 beëindigden rebellen de lange dictatuur van Mobutu en werd Laurent-Désiré Kabila de nieuwe president.
In 1998 escaleerde de burgeroorlog toen andere rebellen Kabila probeerden te verjagen. Zij zagen zich gesteund door Rwanda en Oeganda. Toen hij in 2001 omkwam bij een mislukte staatsgreep werd hij opgevolgd door zijn zoon Joseph Kabila. Onder buitenlandse druk werd afgesproken verkiezingen te houden die plaatsvonden in 2006 en gewonnen werden door Kabila. Rebellen bleven lange tijd actief in het oosten van Congo en de situatie bleef er gespannen.

## Inhoud

### Waarnemingen
De Veiligheidsraad was bezorgd om de aanwezigheid van gewapende groepen in Oost-Congo en
veroordeelde de illegale wapenhandel naar Congo. Samen met de handel in illegaal ontgonnen
natuurlijke rijkdommen voedden die het conflict in het Grote Merengebied.

### Handelingen
De Veiligheidsraad herhaalde de eisen die hij met resolutie 1493 had gesteld en besloot, gezien er nog niet aan voldaan werd, de toen genomen maatregelen te verlengen tot 31 juli 2006. De Secretaris-Generaal werd gevraagd om het panel van experts, dat schendingen van dit wapenembargo onderzocht, opnieuw op te richten voor een periode tot 31 januari 2006.

## Verwante resoluties
- Resolutie 1592 Veiligheidsraad Verenigde Naties
- Resolutie 1596 Veiligheidsraad Verenigde Naties
- Resolutie 1621 Veiligheidsraad Verenigde Naties
- Resolutie 1628 Veiligheidsraad Verenigde Naties

Lijst ·  1581 ·  1582 ·  1583 ·  1584 ·  1585 ·  1586 ·  1587 ·  1588 ·  1589 ·  1590 ·  1591 ·  1592 ·  1593 ·  1594 ·  1595 ·  1596 ·  1597 ·  1598 ·  1599 ·  1600 ·  1601 ·  1602 ·  1603 ·  1604 ·  1605 ·  1606 ·  1607 ·  1608 ·  1609 ·  1610 ·  1611 ·  1612 ·  1613 ·  1614 ·  1615 ·  1616 ·  1617 ·  1618 ·  1619 ·  1620 ·  1621 ·  1622 ·  1623 ·  1624 ·  1625 ·  1626 ·  1627 ·  1628 ·  1629 ·  1630 ·  1631 ·  1632 ·  1633 ·  1634 ·  1635 ·  1636 ·  1637 ·  1638 ·  1639 ·  1640 ·  1641 ·  1642 ·  1643 ·  1644 ·  1645 ·  1646 ·  1647 ·  1648 ·  1649 ·  1650 ·  1651